# František Schwarz (politik)
František Schwarz (18. října 1891 Praha – 20. února 1947 tamtéž) byl československý politik a meziválečný poslanec Národního shromáždění republiky Československé za Národní sjednocení, později za formaci Národní liga - Strana radikální, národní a demokratická.

## Biografie
Profesí byl zemským inženýrem. Podle údajů z roku 1935 bydlel v Praze.
V druhé polovině 20. let 20. století patřil do skupiny okolo Jiřího Stříbrného, která byla vyloučena z Československé strany národně socialistické. Nepatřil tedy později do té části Národního sjednocení, která navazovala na Československou národní demokracii, ale na formaci Národní liga.
V parlamentních volbách v roce 1935 byl zvolen za Národní sjednocení do Národního shromáždění. Mandát si oficiálně podržel do zrušení parlamentu 1939. V květnu 1937 z poslaneckého klubu Národního sjednocení vystoupil a přešel do klubu Národní liga - Strana radikální, národní a demokratická, která navazovala na dřívější politické strany okolo Jiřího Stříbrného. V roce 1938 se i tato staronová politická strana rozpadla, přičemž Schwarz byl představitelem nacionalistického křídla, které vyloučilo stoupence radikálně fašistické frakce.
V roce 1939 odešel do exilu. Angažoval se ve skupině oponující Edvardu Benešovi. V roce 1945 se vrací do Československa, byl zatčen a umírá ve věznici Pankrác v Praze.